# Fraccionamiento Lourdes
Fraccionamiento Lourdes är en ort i Mexiko.   Den ligger i kommunen Silao de la Victoria och delstaten Guanajuato, i den centrala delen av landet, 290 km nordväst om huvudstaden Mexico City. Fraccionamiento Lourdes ligger 1 765 meter över havet och antalet invånare är 225.
Terrängen runt Fraccionamiento Lourdes är platt åt sydväst, men åt nordost är den kuperad. Runt Fraccionamiento Lourdes är det ganska tätbefolkat, med 207 invånare per kvadratkilometer. Närmaste större samhälle är Guanajuato, 19,6 km nordost om Fraccionamiento Lourdes. Trakten runt Fraccionamiento Lourdes består till största delen av jordbruksmark.